# Val-d'Épy
Val-d'Épy är en kommun i departementet Jura i regionen Bourgogne-Franche-Comté i östra Frankrike. Kommunen ligger i kantonen Saint-Amour som tillhör arrondissementet Lons-le-Saunier. År 2018 hade Val-d'Épy 146 invånare.

## Befolkningsutveckling
Antalet invånare i kommunen Val-d'Épy
Referens:INSEE